# Eugène Ionesco
Eugène Ionesco, nato Eugen Dimitri Ionescu (pronuncia rumena: [e.uˈʤen joˈnɛsku]; pronuncia francese: [øˈʒɛn jɔnɛsˈko]; Slatina, 26 novembre 1909 – Parigi, 28 marzo 1994), è stato un drammaturgo e saggista rumeno naturalizzato francese.

## Biografia
Nato nel 1909 (il 13 novembre secondo il calendario ortodosso, il 26 per quello gregoriano) da padre romeno e da madre francese di origini greche e romene (Marie-Thérèse Ipcar), si trasferì con i genitori a Parigi l'anno seguente, dove visse l'esperienza della guerra del 1914-18. Le immagini atroci e confuse di questo periodo impressionarono a tal punto il piccolo Eugène da tornare ricorrentemente nelle sue opere, come egli stesso ebbe a dire.
(Estate 1939)

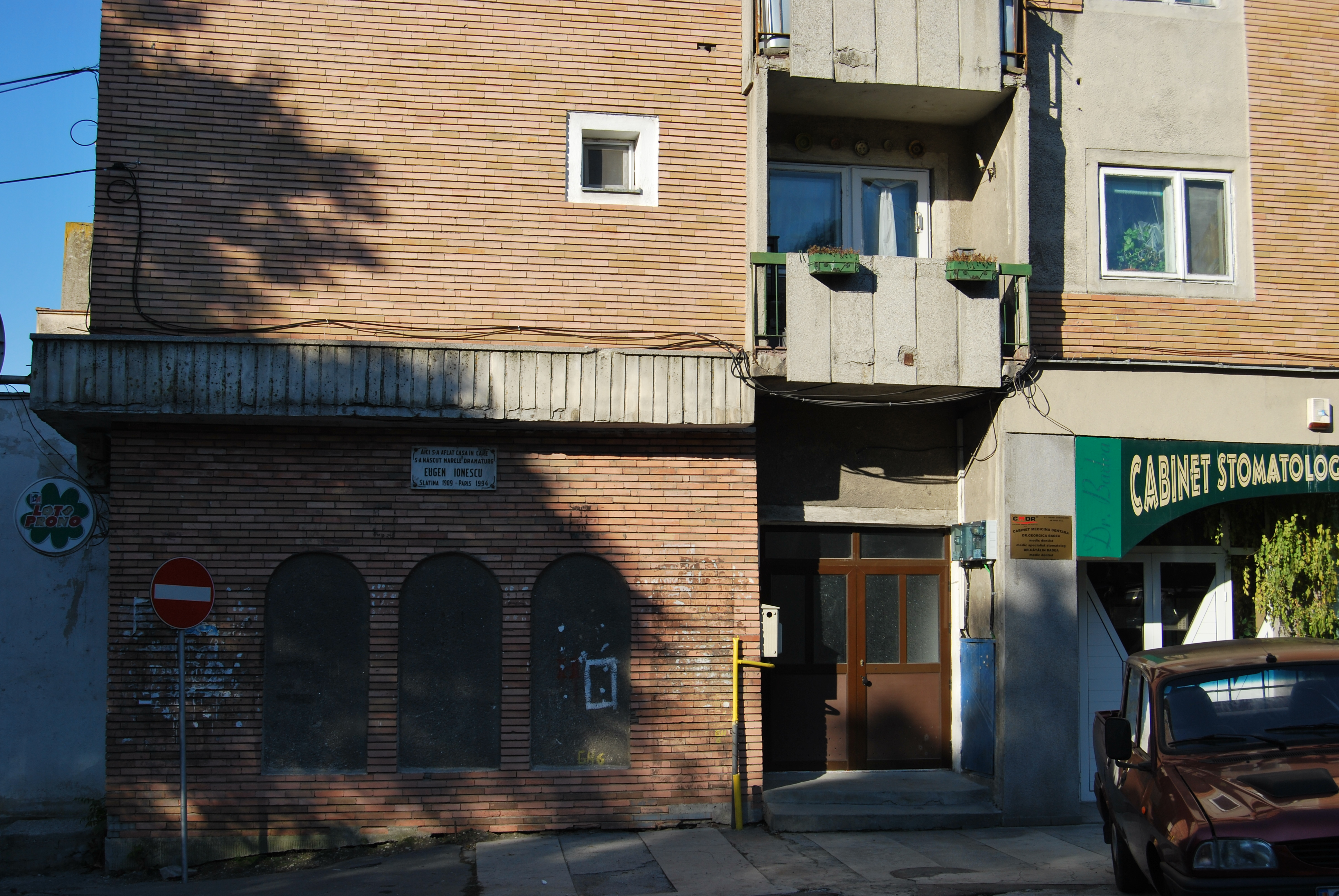
La casa natale di Ionesco a Slatina, 2009

Al termine della guerra, poiché affetto da anemia, Ionesco fu portato con la sorella nel piccolo villaggio Chapelle-Anthenaise, nella Mayenne e dove finalmente ebbe un periodo di serenità. Tornato a Parigi, Ionesco scrisse la sua prima pièce: un dramma patriottico. Dopo il divorzio dei suoi genitori, nel 1925 tornò in Romania, imparò il romeno e vi compì i suoi studi secondari; nonostante il desiderio di diventare attore, si iscrisse nel 1929, sotto spinta del padre, all'Università di Bucarest. Negli anni trenta scrisse e pubblicò versi e articoli di critica da cui già trasparivano quelli che poi sarebbero stati i principi fondamentali della sua drammaturgia. Nella critica letteraria attaccò i principali letterati romeni (i poeti Tudor Arghezi e Ion Barbu, e il romanziere Camil Petrescu), accusandoli di provincialismo e mancanza di originalità, ma pochi giorni dopo pubblicò un pamphlet in cui li esaltava come massimi vati delle lettere romene, e di lì a poco fece uscire i due saggi Nol, in cui provava a dimostrare che fosse possibile sostenere due tesi antagoniste allo stesso tempo nell'identità dei contrari.

Eugène Ionesco

Nel 1931 cominciò a scrivere facendosi presto notare come un elemento promettente dell'avanguardia rumena. Nel 1934 ebbe un certo successo la pubblicazione del saggio Nu.
Sposatosi nel 1936 con Rodica Burileano (da cui nel 1944 ebbe la figlia Marie-France), Ionesco divenne professore di pedagogia al liceo di Bucarest e ricevette due anni più tardi una borsa di studio per scrivere a Parigi una tesi sui temi della morte e del peccato nella poesia francese dopo Baudelaire, prima espressione delle preoccupazioni metafisiche che caratterizzano il suo teatro. Tornato in Francia nel 1938, nella primavera del 1939 compì un viaggio-pellegrinaggio a Chapelle-Anthenaise, dove ogni luogo e ogni oggetto era carico di passato e di ricordi, ma stavolta sullo sfondo di una nuova guerra.
Dal 1941 al 1944 lavorò all'ambasciata romena presso il governo collaborazionista francese di Vichy.
Tra le sue principali frequentazioni francesi vi erano gli amici di una vita, anch'essi rumeni espatriati, Mircea Eliade ed Emil Cioran.
Tra la fine degli anni Settanta e l’inizio degli Ottanta, chiamato da Indro Montanelli, collaborò ricorrentemente con il quotidiano italiano il Giornale.
Nel 1989 aprì la sessione pubblica organizzata dal Parlamento europeo sulle violazioni dei Diritti umani commesse dal regime comunista romeno.
Contrario alle rivoluzioni, politicamente è stato definito un "anarchico di destra". Nel 1992, aderendo ad un appello lanciato da Marco Pannella, Ionesco si iscrisse al Partito Radicale Transnazionale.
Ionesco morì il 28 marzo 1994, ed è sepolto a Parigi nel cimitero di Montparnasse.

## Il teatro
L'incontro con il teatro fu casuale e inaspettato:
(Note e Contro-Note)
Ionesco fu colpito in modo tale da queste osservazioni che decise di comunicare ai suoi contemporanei le verità essenziali appena scoperte: scrisse La cantatrice calva, un'opera teatrale forse didattica. Queste verità essenziali diventano però folli, la parola si disarticola, e ne risulta una tragedia del linguaggio. L'appellativo stesso che aveva dato alla sua opera “anti-pièce” (anti-opera), suonava come una sfida e una provocazione. Una nuova drammaturgia prendeva forma: fondata sulla difficoltà della comunicazione, essa stupì il pubblico dell'epoca per l'etereità della trama. La cantatrice calva fu messa in scena per la prima volta l'11 maggio 1950 al Théâtre des Noctambules, ma se da un lato attirò l'attenzione di diversi critici e letterati (come la sua amica Monica Lovinescu) e del Collegio di patafisica, dall'altro si tradusse in un vero fallimento di pubblico. Ionesco non si lasciò scoraggiare, perché aveva individuato ciò che aveva da dire e il modo in cui dirlo. 

Negli anni tra il 1950 e il 1952 scrisse altre 8 pièces che già definivano i suoi principi di drammaturgia, fra le quali:
- La lezione (La Leçon). Questo “dramma comico”, così come Ionesco stesso ebbe a chiamare la sua opera in modo volontariamente paradossale, sorprese per l'illogicità e per i giochi sul linguaggio che la contraddistinguono: non vi si ritrova il funzionamento tradizionale dell'azione, non è condotta secondo una progressione calcolata, non comporta cambiamenti improvvisi, né nuovi sviluppi e non conduce a un epilogo coerente.
- Le sedie (Les Chaises) (1952): l'ammassarsi delle sedie rappresenta simbolicamente i vani sforzi di due personaggi che tentano di mascherare il fallimento della loro vita a grandi colpi d'illusioni patetiche.
- Disarticolazione del linguaggio
- Proliferazione degli oggetti (e degli oggetti che invadono l'universo umano, soffocandolo progressivamente)
- Amédée, ou comment s'en débarrasser (1954): una coppia in crisi non riesce ad ammettere la morte dell'amore, concretizzata dall'accrescimento degli incubi di un cadavere.
- Descrizione di un mondo inquietante e assurdo (proprio nel 1952 Samuel Beckett pubblicò Aspettando Godot)
- Visione onirica del reale
- Introspezione psicoanalitica molto profonda (in Vittime del dovere proprio quando la trama sembra una parodia dell'inchiesta poliziesca, il personaggio Choubert sposta l'attenzione sul proprio io, scavando nel profondo e trovando immagini d'infanzia. Esprime così il suo dolore: "Padre, noi non ci siamo mai capiti... Puoi ancora sentirmi? Ti obbedirò, perdonaci, noi ti abbiamo perdonato... Mostra il tuo volto!").

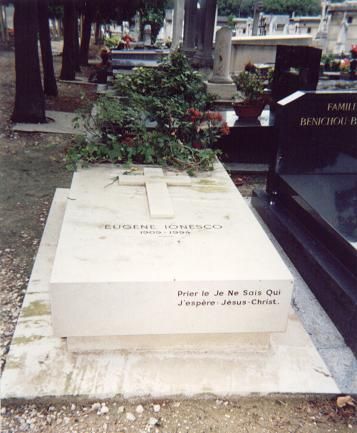
Tomba di Eugène Ionesco

Fino al 1956 Ionesco si era indirizzato al pubblico dei teatri della “Rive Gauche”, che iniziava a familiarizzare con la sua scrittura. Se da un lato il pubblico iniziò a interessarsi a lui, dall'altro le polemiche furono però feroci e altrettanto numerose. Per difendere il proprio modo di fare teatro, Ionesco fece conferenze, scrisse saggi, rilasciò interviste e, nel 1955, concepì un impromptu, un "improvviso" (Impromptu de l'Alma), che confermò la sua inclinazione verso una forma di scrittura inconsueta e in cui egli stesso entrò in scena. Provò con quest'opera a conquistare il pubblico della “Rive Droite” della Senna, mettendola in scena nello Studio degli Champs-Elysées. Attaccato da tre "dottori in teatrologia", Bartolomeo I, II e III che citavano Aristotele, Sartre e Brecht, Ionesco si difendeva e si giustificava.
Nel frattempo La cantatrice calva fu scoperta da un pubblico che aveva superato il primo shock generato dal teatro dell'assurdo. Iniziò a questo punto lo straordinario successo della pièce, che dal 1957 viene ininterrottamente recitata nel piccolissimo Théâtre de la Huchette, situato nel cuore del Quartiere latino (ancora oggi sono in cartellone rappresentazioni quotidiane).

## L'assurdo
Nel 1958, con la pubblicazione de Il rinoceronte, Ionesco raggiunse il massimo successo: conferenze, colloqui, viaggi intorno al mondo diventarono parte della sua quotidianità e iniziò ad aver accesso a quella notorietà che, da drammaturgo sulfureo e contestatario, lo trasformò poco a poco in classico del teatro francese del XX secolo. Ma anche le critiche si inasprirono: fu accusato di conformismo e di noncuranza per l'attualità, di non essere engagé, politicamente impegnato. Ionesco rispose alle accuse e in questo modo definì le linee guida della propria drammaturgia, i propri problemi di scrittore, la propria esperienza in teatro. Ne risulta il libro Note e Contro-Note. A questo punto, Ionesco scrisse non più per schernire, ma per capire la vita e la morte, tentato dall'aspetto serio e tragico della vita.
In Rhinocéros il piccolo funzionario Bérenger prova ad opporsi alle imprese dei rinoceronti, metafora dei regimi totalitari che cercano d'imporre il loro potere a cittadini rassegnati i quali prendono a poco a poco, a loro volta, l'aspetto di queste orribili bestie. E Bérenger, alla fine dell'opera, non sfugge neanch'egli alla tentazione dell'immonda metamorfosi.
Dal 1959, la sua opera aveva iniziato ad evolvere, privilegiando un tema caratteristico del nuovo teatro, detto anche Teatro dell'assurdo: l'ossessione della morte, che occupa un posto centrale nell'azione drammatica. A dominare è l'assurdo, che condanna in anticipo e rende la vita e i gesti umani privi di senso.
Allo stesso modo intese privilegiare i temi dell'assurdo e della morte in Tueur sans gages (1959). Quest'opera mette in scena il personaggio di Bérenger il quale, scandalizzato dalla passività della polizia e dei cittadini di fronte ai crimini di un misterioso assassino che insanguina la città, decide d'indagare per conto suo. Malgrado le numerose prove che lui trova e che permetterebbero d'inchiodare l'assassino, non suscita che indifferenza e scetticismo. In preda alla disperazione, è lui stesso a cercare l'omicida, finisce per incontrarlo, ma non riesce ad ottenere le risposte alle domande che pone a questo personaggio (simbolo del male e della morte, che fanno parte inevitabilmente della condizione umana).
È, tuttavia, in Le Roi se meurt, che prende il sopravvento il tema della morte. È alla lenta agonia del primo Bérenger, che lo spettatore è invitato ad assistere, alla sua rivolta contro l'assurdità della vita, agli ultimi soprassalti dell'esistenza che sfugge inesorabilmente.
La morte è onnipresente anche in Le Piéton de l'air. Bérenger questa volta è scrittore, ma la sua paura di morire gli impedisce di creare. Per fuggire da quest'angoscia, Bérenger s'inventa un mondo strano, nel quale è possibile sperare.
Attraverso il ciclo di opere che si sviluppano intorno al personaggio di Bérenger, e celandosi dietro questa maschera, Ionesco ha espresso la sua ossessione, il suo orrore per la morte. Giocando sulla diversità di questi molteplici Bérenger, l'autore afferma che nulla può sfuggire all'annientamento totale, destino della condizione umana.
Nel 1966 Ionesco raggiunge la consacrazione artistica con la rappresentazione alla Comédie-Française de La Soif et la faim, creata l'anno precedente a Düsseldorf. La sua elezione, nel 1970, all'Académie française e la pubblicazione, nel 1991, del suo “Theatre complet” confermano la sua importanza nel panorama teatrale contemporaneo.
Nelle opere scritte dagli anni settanta (Ce formidable bordel, del 1972, L'Homme aux valises, del 1978, o Voyage chez les morts) il terrore provato di fronte al nulla si trova, se non attenuato, perlomeno modificato, trasformato dall'emergere di un'ironia pungente e da una fantasia devastatrice.
Le opere degli anni settanta sono pervase da rassegnazione: Ionesco fu testimone della Primavera di Praga, della guerra del Vietnam, degli attentati terroristici alle Olimpiadi di Monaco, e definì il mondo e la condizione umana con un solo aggettivo: assurdi.

## Linee espressive
Ionesco, oltre a produrre come drammaturgo, ha compiuto studi sulla sua arte. Alcuni dei suoi saggi, quali “Notes et contre-notes” (1962), “Journal en miettes” (1967) ed altri, esprimono le sue concezioni teatrali. In particolare respinge il teatro impegnato. Per lui l'autore teatrale non deve soffermarsi sugli eventi storici e politici, respinge qualunque elemento aneddotico, cerca di elaborare un teatro metafisico che si soffermi sull'essenzialità, su ciò che definisce fondamentalmente l'uomo, su ciò che rende assurda la sua esistenza, limitata nel tempo e chiamata in causa dall'inevitabile morte.
Tuttavia Ionesco affronta anche temi più squisitamente tecnici, considerando il particolare il ruolo del regista: non solo rifiuta al regista quella preminenza che tendeva stabilirsi negli anni Sessanta, ma gli nega ancora la funzione di creatore, ruolo spettante unicamente al drammaturgo. Il regista, infatti, deve accontentarsi di esser un artigiano, al servizio del testo che deve rispettare fedelmente.

## Autoritratto di Ionesco
(Diario in frantumi)
Lo sguardo di Ionesco sembra in effetti leggere al di là dell'apparenza del mondo: egli si sente estraneo alla realtà. Vede la propria vita pervasa di solitudine e di angoscia, dall'infanzia emergono immagini grottesche, da incubo, salvo rari momenti di "euforia estatica", perché il mondo è anche meraviglioso: è proprio questa contraddizione che rende affascinante la commedia che ha come protagonista l'uomo.
La stessa contraddizione rende altrettanto affascinante la morte:
(Diario in frantumi)
Ionesco concepisce la paura della morte come tradimento dell'oscuro desiderio di morire, della tentazione dell'incognito, l'aspirazione verso un altrove, elementi simbolicamente riuniti nella religione: Ionesco non osa tanto, non si sente audace abbastanza per potere avere fede.
Parallelamente alla biografia si organizza, così, un universo interiore in cui si armonizzano i contrari, in cui i ricordi si fondono nell'avvenire e l'onirismo nasconde e trasforma il reale. Esiste una double postulation: un'alternanza di sensazioni, da euforia a oppressione, da leggerezza a pesantezza: elevazione o caduta, paradiso o inferno. «Sapere ciò che c'è in fondo, ecco la cosa più importante»: per ottenere la chiave dell'universo occorre capire le immagini dell'essere, occorre svelare l'inconscio, descrivendo situazioni e immagini, non spiegando o interpretando, come se si stesse raccontando un sogno. Così nel teatro ioneschiano l'esperienza vissuta diventa creazione.

## La concezione del teatro

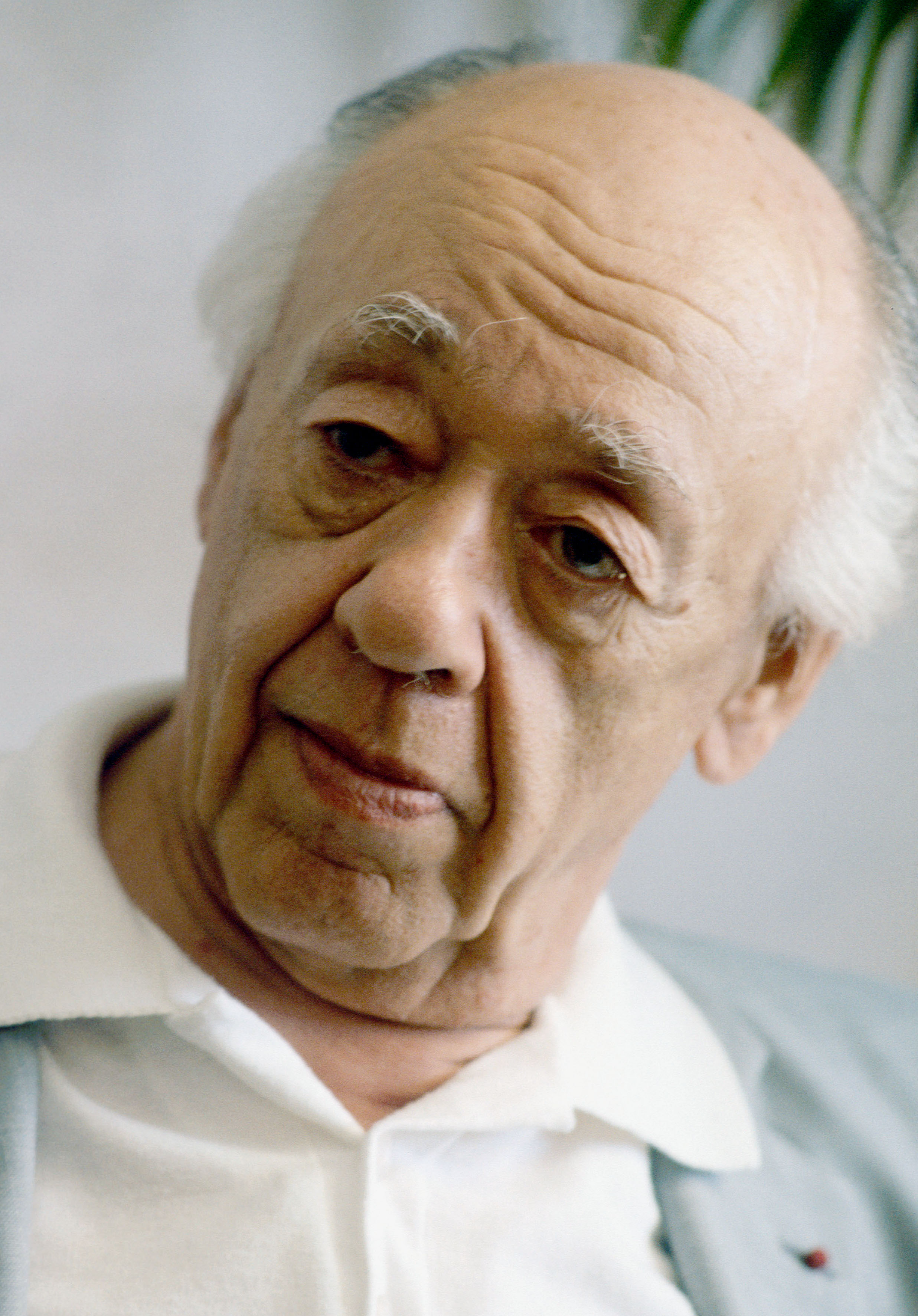
Eugene Ionesco nel 1993 a Venezia

Attraverso il teatro, Ionesco si interroga sulla vita e sulla morte, esplora il reale. Il teatro è catabasi, è discesa nell'Inferno: l'inferno del suo "io", ossessionato dal doppio stato esistenziale: evanescenza e pesantezza, luce e tenebra; l'universo drammatico di Ionesco ha come sfondo un paesaggio onirico, espressione spettacolare dei suoi incubi, dei suoi fantasmi. Due figure mitologiche popolano questo universo:
1. la donna, madre, moglie, sorella o amante, possiede una sensualità che allo stesso tempo affascina e disgusta, il nido che offre è una prigione della coscienza e obbliga l'uomo alla rassegnazione, perché deve accettare tutti i limiti e rinnegare la speranza.
2. il poliziotto, emblema dell'autorità: padre, professore, medico-psicanalista, anch'egli impone una rinuncia.

Ma il mondo è anche stupendo e accanto alle immagini di atrocità si fanno spazio quelle di grazia, pervase di luce e di natura. Il protagonista oscilla tra i due mondi, non trova un equilibrio e perciò tenta di evadere, ma inutilmente, perché fallisce sempre e risulta vittima. Il teatro di Ionesco è violento e crudele, perché non edulcora la realtà, né offre concetti o idee nuove: si tratta semplicemente di una trasposizione, del racconto della condizione e del destino umani. Tutto ciò implica, naturalmente, una rivoluzione della drammaturgia tradizionale, essendo l'azione non più un intrigo, ma una situazione complessa e conflittuale senza soluzione.
I personaggi non sono eroi in senso classico, ma "tipi" senza psicologia, che parlano per formule convenzionali, per cliché e luoghi comuni: sono uomini vuoti. Il teatro ioneschiano è certamente figlio del Novecento: le sue strutture, così antiteatrali e anticonvenzionali, sono da collegarsi con le esperienze artistiche del Dada e del Surrealismo per il gusto per la provocazione beffarda e polemica. Il nonsense, però, non si estingue in mero gioco, ma cela una critica ben più profonda: al conformismo e alla banalità in primo luogo.
Oggetto delle pièces di Ionesco è l'uomo nel suo problematico e conflittuale rapporto col mondo, che minaccia di opprimere la sua spiritualità e individualità. L'evasione porta sempre al nulla, al banale, e l'unica soluzione è accettare la vita nella sua contraddittorietà: nei suoi elementi alienanti come nei suoi autentici valori. Tema ricorrente nelle sue opere e che lo accomuna a Beckett, Adamov o Genet è la solitudine come condizione umana. Gli uomini ioneschiani sono soli nella folla, e ciò li rende ancora più tragici, ancora più assurdi dei vagabondi beckettiani; sono borghesi inariditi e allucinati dalla solitudine, non riescono a comunicare, si illudono di esprimere il proprio dramma, ma i cliché e i luoghi comuni indicano la vuotezza interiore.
Le loro vite sono sopraffatte dal materialismo soffocante di una realtà che li aliena, e ogni tentativo di opposizione si conclude con il fallimento. È questo il sentimento globale: rendersi conto di non aver reso possibile ciò che avrebbe dovuto essere, e vivere in un presente che non ha saputo essere.

## Le caratteristiche del Nuovo Teatro
Gli sconvolgimenti provocati dalla seconda guerra mondiale suscitano un vento nuovo destinato a rivitalizzare la letteratura. Mentre un profondo sentimento dell'assurdo, nato dagli stermini e dalle ecatombe, permea nelle opere un desiderio di rinnovamento che contestano la scrittura tradizionale. Questa volontà di rinnovamento è l'atto di nascita di tutta una serie di correnti (Nuovo Teatro, Nuovo Romanzo, Nuova Critica), il cui appellativo sottolinea l'orientamento decisamente innovativo.
Il Nuovo Teatro, di cui La cantatrice calva di Ionesco costituisce l'atto di nascita, è anche chiamato Teatro dell'assurdo, o Teatro della derisione. Queste denominazioni non indicano un movimento strutturato o una scuola letteraria. Ecco perché autori tanto diversi come Samuel Beckett, Arthur Adamov, Jean Genet, Boris Vian, Harold Pinter e altri, sono stati collegati a questo nuova corrente. Nonostante questa indecisione, è però possibile individuare tre grandi caratteristiche: la riconsiderazione della drammaturgia tradizionale, l'emergere del sentimento dell'assurdo e la constatazione dell'impossibilità della comunicazione tra gli esseri, in mancanza di un linguaggio portatore di senso.
Il Nuovo Teatro rimette in discussione le forme tradizionali del teatro, considerate logore e inadatte al mondo moderno. Utilizzando la parodia e l'eccesso, i nuovi drammaturghi contestano ciò che, per secoli, è stata la funzione del teatro. Rifiutando il realismo nella tinteggiatura dei caratteri o nella descrizione dei comportamenti sociali, essi si rifiutano di considerare il teatro come riflesso della realtà quotidiana. Essi non intendono più una concezione teatrale poggiante sull'impegno e mirante a far passare un messaggio sociale o politico.
Non solo desiderano che lo spettatore s'identifichi con i personaggi, che si senta legato a loro da rapporti di simpatia o repulsione, ma respingono anche il teatro-azione che sfrutta trame complesse ed elaborate. Non sono sensibili all'autorevolezza della regia che sviluppa il teatro-spettacolo. Non ammettono, infine, che un'opera possa limitarsi ad una semplice funzione di divertimento. Respingendo questa diverse formulazioni, essi propongono un teatro metafisico che metta in scena personaggi il cui valore simbolico testimoni della situazione dell'uomo nell'universo. Per raggiungere questo scopo, trasformano l'azione del teatro tradizionale, sostituendo all'accumulo di fatti aneddotici della trama tutto un gioco sul linguaggio.
Gli autori del Nuovo Teatro collocano l'assurdità della vita umana al centro delle loro opere. I personaggi appaiono come esseri angosciati, senza scopo nell'esistenza: provano, invano, a sperare ancora, cercando, a tentoni, una via d'uscita in un universo nel quale non hanno il loro posto. Animati da comportamenti meccanici e ripetitivi, essi vengono poco a poco intrappolati in un ambiente in decomposizione. In un mondo estremamente estenuante, essi continuano a vivere per abitudine, aspettando una morte onnipresente che li getterà in un nulla definitivo.
L'assurdità e l'incoerenza della vita umana hanno un'espressione drammaturgica privilegiata nel linguaggio che sostituisce l'azione. La nuova forma teatrale è, anzitutto, un teatro-testo, che mette in evidenza l'incapacità dell'uomo a comunicare, a capirsi e a capire l'altro. L'usura dell'esistenza e del pensiero si manifesta nell'usura del linguaggio e nell'incomunicabilità. E gli autori teatrali moltiplicano i procedimenti per renderne conto. Banalità delle parole, luoghi comuni, frasi destrutturate, povertà o, al contrario, tecnicità maniacale del vocabolario, ricorso ad onomatopee, battute brevi e sconnesse o lunghi monologhi verbali: tutto concorre a mostrare come il linguaggio, invece di essere strumento di comunicazione, è un ostacolo che non permette l'instaurazione di scambi veri tra gli esseri umani.

## Opere

### Teatro
- La Cantatrice chauve (1950)
- Les Salutations (1950)
- La Leçon (1951)
- Le Salon de l'automobile (1951)
- Les Chaises (1952)
- Le Maître (1953)
- Victimes du devoir (1953)
- La Jeune Fille à marier (1953)
- Amédée ou Comment s'en débarrasser (1954)
- Jacques ou la Soumission (1955)
- Le Nouveau Locataire (1955)
- Le Tableau (1955)

- L'Impromptu de l'Alma (1956)
- Tueur sans gages (1959)
- Scène à quatre (1959)
- Rhinocéros (1959)
- Apprendre à marcher (1960)
- L'Œuf dur (1961)
- Délire à deux (1962)
- L'avenir est dans les œufs (1962)
- Le roi se meurt (1962)
- La Photo du colonel (1962)
- La Colère (1962)
- Le Piéton de l'air (1963)

- Exercices de conversation et de diction française pour étudiants américains (1964)
- La Soif et la Faim (1964)
- Pour préparer un œuf dur (1965)
- La Lacune (1966)
- Jeux de massacre (1970)
- Macbett (1972)
- Ce formidable bordel ! (1973)
- L'Homme aux valises (1975)
- Voyage chez les morts (1980)
- La Vase

### Traduzioni in lingua italiana
- Teatro: La cantatrice calva, La lezione, Le sedie, Vittime del dovere, La fanciulla da marito, Amedeo o Come sbarazzarsene, Jacques ovvero la sottomissione, L'avvenire è nelle uova ovvero Ci vuole di tutto per fare un mondo, L'improvviso dell'Alma ovvero Il camaleonte del pastore, Il nuovo inquilino, Assassino senza movente, Il rinoceronte, Torino, Einaudi, 1962
- Note e Contronote, Torino, Einaudi, 1965
- Teatro2: I saluti, Il maestro, Il Salone dell'automobile, Il quadro, Scena a quattro, Delirio a due, Il re muore, Il pedone dell'aria, La lacuna, La fame e la sete, Come preparare un uovo sodo, Il giovane da moglie, Imparare a camminare, Torino, Einaudi, 1967
- Passato e presente, Milano, Rizzoli, 1970
- Il giuoco dell'epidemia, Torino, Einaudi, 1971
- Macbett, Torino, Einaudi, 1973
- Il bianco e il nero, Milano, Spirali, 1985
- Vita grottesca e tragica di Victor Hugo, Milano, Spirali, 1985
- La foto del colonnello, Milano, Spirali, 1987
- Antidoti, Milano, Spirali, 1988
- Il mondo è invivibile, Spirali, 1989
- Il solitario, Milano, Rusconi, 1974, Roma, Gaffi, 2007
- Storia Numero 3, Milano, Emme Edizioni, s.d.
- Che formidabile bordello (traduzione inedita di Carlo Terron)

### Edizioni commentate
- Le roi se meurt, étude de C. Audri, Parigi, Classiques Larousse, 1968.
- Rhinocéros, étude de C. Abstado, Parigi, Classiques Bordas, 1970.
- Cantatrice Chauve – La Leçon, a cura di E. Del Col, Milano, Mondadori edizioni scolastiche, 1974.
- Rhinoceros, a cura di M.L. Belleli, Torino, S.E.I., 1977.

### Saggi
- V. Passeri Pignoni, Teatro contemporaneo, Firenze, Città di vita, 1967.
- R. Rebora, Introduzione al Teatro di Ionesco, Milano, Mondadori, 1969.
- G. Luigi Falabrino, Eugène Ionesco, Firenze, La Nuova Italia, 1975.
- U. Ronfani, Trent'anni di teatro francese, Milano, Pan, 1975.
- Giuseppe Grasso, La civiltà contemporanea nella visione di due grandi scrittori. Due interviste ad Eugène Ionesco e ad Alain Robbe-Grillet, in "Scuola e Insegnanti", n. 14, del 16-31 luglio 1985
- Salvatore Vecchio, Pirandello e Ionesco, EILES, 1995.
- Beckett, Ionesco, Miller, Pinter, Williams, Un mestiere chiamato desiderio. Interviste sull'arte del teatro, Minimum fax, 1999.
- Laura Pavel, Ionesco. Anti-lumea unui sceptic, Piteşti, Paralela 45, 2002.
- Giovanni Rotiroti, Odontotyrannos. Ionesco e il fantasma del rinoceronte, Roma, Il filo, 2009.

### Libretto d'opera
- Maximilien Kolbe (1985) su musica di Dominique Probst.

## Filmografia
- L'ira (La colère), regia di Sylvain Dhomme e Max Douy, episodio del film I sette peccati capitali (Les sept péchés capitaux) (1962)